# Tisna

Mapa con algunas de las principales antiguas ciudades griegas de Eólida, en la zona septentrional de Asia Menor. Tisna figura entre Cime y Egas.

Tisna era una ciudad de la Antigüedad situada en Eólida. 
Se conoce a través de testimonios numismáticos ya que se conservan monedas de bronce del siglo IV a. C. en las que figura inscrito «ΤΙΣΝΑΙ», «ΤΙΣΝΑΙΟ», «ΤΙΣΝΑΙΟΣ» o «ΤΙΣΝΑΙΟΝ» que se atribuyen a la ciudad. Se supone que la ciudad tomó su nombre del río Tisna, cuya personificación aparece en las monedas.